# Chống lại số phận
Chống lại số phận là một bộ phim truyền hình được thực hiện bởi Hãng phim Ngôi Sao Việt do NSƯT Nhâm Minh Hiền làm đạo diễn. Phim phát sóng vào lúc 19h45 hàng ngày bắt đầu từ ngày 1 tháng 3 năm 2021 và kết thúc vào ngày 1 tháng 4 năm 2021 trên kênh SCTV14.

## Nội dung
Chống lại số phận là câu chuyện bi kịch gia đình từ hệ lụy của thế hệ trước. Mọi vòng xoáy hận thù đều bắt nguồn từ yêu và hận. Bởi vì yêu, hận mù quáng mà vợ chồng ông Bân (NSND Thanh Điền) đã đẩy vợ chồng bà Phụng (Lê Hiền) - cha mẹ Tài, vào cái chết, tạo nên hận thù trong lòng Tài (Lương Thế Thành).

## Diễn viên
- Lương Thế Thành trong vai Minh Tài[5]
- Thúy Diễm trong vai Hương[6]
- Đàm Phương Linh trong vai Mai Trinh
- NSND Việt Anh trong vai Ông Minh
- NSND Thanh Điền trong vai Ông Bân
- Phương Dung trong vai Bà Bân
- Đoàn Minh Tài trong vai Huy
- Ngô Phương Anh trong vai Tiểu Liên[7]
- NSƯT Công Ninh trong vai Ông Linh
- NSƯT Tuyết Thu trong vai Bà Linh
- Bùi Công Danh trong vai Hòa
- Đức Sơn trong vai Ông Bình
- Lê Hiền trong vai Bà Phụng
- Thủy Phạm trong vai Bích
- Bảo Xuyên trong vai Bé Na
- Lưu Đức Nghĩa trong vai Tài (lúc nhỏ)
- Hải Lý trong vai Bà Năm
- Quốc Tân trong vai Ông Sáu

Cùng một số diễn viên khác....

## Ca khúc trong phim
- Mong anh không hối hận

Sáng tác: Lưu Quang Anh
Thể hiện: Juky San
- Lựa chọn của em

Sáng tác: Lưu Quang Anh
Thể hiện: Bảo Uyên

## Giải thưởng
| Năm  | Giải thưởng   | Hạng mục                                      | (Người) đề cử       | Kết quả   | Tham khảo |
| ---- | ------------- | --------------------------------------------- | ------------------- | --------- | --------- |
| 2021 | Ngôi Sao Xanh | Nam diễn viên truyền hình được yêu thích nhất | Đoàn Minh Tài       | Đoạt giải | [ 8 ]     |
| 2021 | Ngôi Sao Xanh | Phim truyền hình xuất sắc nhất                | —                   | Đề cử     | [ 9 ]     |
| 2021 | Ngôi Sao Xanh | Nam diễn viên truyền hình xuất sắc nhất       | Lương Thế Thành     | Đề cử     | [ 9 ]     |
| 2021 | Ngôi Sao Xanh | Nữ diễn viên truyền hình xuất sắc nhất        | Thúy Diễm           | Đề cử     | [ 9 ]     |
| 2021 | Ngôi Sao Xanh | Đạo diễn xuất sắc nhất                        | NSƯT Nhâm Minh Hiền | Đề cử     | [ 9 ]     |